# Каписа
Каписа је једна од 34 провинције Авганистана. На истоку је земље. Главни град је Махмудраки, а међу осталим областима су Кохистан, Ниџраб и Тагаб. Процјењује се да је број становника Каписе између 300.000 и 500.000, мада никада нису објављене званичне бројке. Површина провинције је 1.842 км². 